# Schneider Court 105 mm M Mle 1909
Il Canon Court de 105 M (montagne) Modèle 1909 Schneider era un cannone/obice da montagna francese, impiegato durante le due guerre mondiali. Dopo la resa della Francia nel 1940, pezzi di preda bellica vennero reimpiegati dalla Wehrmacht come 10,5 cm GebH 343(f). Secondo fonti russe, il pezzo fu provato dall'Esercito zarista, ma la necessità di riprogettarlo per la munizione russa da 107 mm ne rese sconveniente l'adozione.